# عبد الله بن عامر بن كريز
أبو عبد الرحمن عبد الله بن عامر بن كريز صحابي فتح جميع إقليم خراسان وكان واليا في عهد عثمان حتى عزله معاوية كان شريفاً في قومه بارٌ بهم جوادٌ كريمٌ من أجود رجال قريش والعرب.

## نسبه
- هو: عبد الله بن عامر بن كريز بن ربيعة بن حبيب بن عبد شمس بن عبد مناف بن قصي بن كلاب بن مرة بن كعب بن لؤي بن غالب بن فهر بن مالك بن النضر بن كنانة بن خزيمة بن مدركة بن إلياس بن مضر بن نزار بن معد بن

عدنان، الأمير أبو عبد الرحمن العبشمي القرشي.
- أمه: دجاجة بنت أسماء بن الصلت بن حبيب بن حارثة بن هلال بن حرام بن سمال بن عوف بن امرئ القيس بن بهثة بن سليم بن منصور بن عكرمة بن خصفة بن قيس عيلان بن مضر بن نزار بن معد بن

عدنان، السلمية. وهي التي فارقها عمير بن قتادة الليثي الكناني حين أمره النبي أن يطلق إحدى نسائه الخمسة.
- زوجاته:

1. كيسة بنت الحارث بن كُريز بن ربيعة بن حبيب بن عبد شمس بن عبد مناف بن قصي بن كلاب بن مرة بن كعب بن لؤي بن غالب بن فهر بن مالك بن قريش بن كنانة بن خزيمة بن مدركة بن إلياس بن مضر بن نزار بن معد بن عدنان، العبشمية القرشية، وأنجبت له: عبد الله وعبد الملك وزينب.
2. حبيب بنت سفيان بن عويف بن عبد الله بن عامر بن هلال بن عامر بن عوف بن الحارث بن عبد مناة بن كنانة بن خزيمة بن مدركة بن إلياس بن مضر بن نزار بن معد بن عدنان، الحارثية الكنانية، وأنجبت له: عبد الحكيم وعبد الحميد.
3. هند بنت سهيل بن عمرو بن عبد شمس بن عبد ود بن نصر بن مالك بن حسل بن عامر بن لؤي بن غالب بن فهر بن مالك بن قريش بن كنانة بن خزيمة بن مدركة بن إلياس بن مضر بن نزار بن معد بن عدنان، العامرية القرشية، وأنجبت له: عبد الكريم وعبد الجبار وأمة الحميد.
4. أمة الله بنت الوارث بن الحارث بن ربيعة بن خويلد بن نفيل بن عمرو بن كلاب بن ربيعة بن عامر بن صعصعة بن معاوية بن بكر بن هوازن بن منصور بن عكرمة بن خصفة بن قيس عيلان بن مضر بن نزار بن معد بن عدنان، العامرية الهوازنية، وأنجبت له: أم كلثوم.
5. أم أبان بنت مكلبة بن جابر بن السمين بن عمرو بن سنان بن عمرو بن ثعلبة بن يربوع بن ثعلبة بن الدؤل بن حنيفة بن لجيم بن صعب بن علي بن بكر بن وائل بن قاسط بن هنب بن أفصى بن دعمي بن جديلة بن أسد بن ربيعة بن نزار بن معد بن عدنان، الحنفية البكرية، وأنجبت له: أمة الغفار.
6. أمهات شتى ولدن له عبد الرحمن وعبد المجيد وعبد الرحمن الأصغر وعبد الرحمن أبو النضر وعبد الأعلى وأمة الواحد وأم عبد الملك.

## ولادته ونشأته
وُلد عبدُ الله بن عامر على عَهْدِ النبي صلى الله عليه وآله وسلم بمكّة بعد الهجرة بأربع سنين، فلمّا كان عام القضاء سنة سبعٍ وقدم رسول الله صَلَّى الله عليه وسلم، مكّة معتمرًا حُمل إليه ابن عامر وهو ابن ثلاث سنين، فحنّكه فتلمّظ وتَثَاءَبَ، فَتَفَلَ رسول الله في فيه فجعل يبتلع رِيقَ النبيّ وقال النبي: «هذا ابن السّلَميّة؟» قالوا: نعم، قال: «هذا ابننا وهو أشبهُكم بنا وهو مُسْقًى» وكان لا يعالج أرضًا إلا ظهر له الماء. فلم يزل عبد الله شريفًا.

## جهاده
كان ابن عامر رجلًا سخيًّا شجاعًا وَصُولًا لقومه ولقرابته، مُحَبَّبًا فيهم رحيمًا، ربّما غزا فيقع الِحمْل في العسكر فينزل فيصلحه، فوجّه ابنُ عامر عبدَ الرحمن بن سَمُرة بن حبيب بن عبد شمس إلى سِجسْتَان فافتتحها صُلحًا، على أن لا يُقْتل بها ابنُ عِرْس ولا قُنْفُذ، وذلك لمكان الأَفعى بها إنّهما يأكلانها. ثمّ مضى إلى أرض الدَّأوَر فافتتحها. ثمّ كان ابن عامر يغزو أرض البارز وقلاع فارس، وقد كان أهل البَيْضاء من إِصْطَخْر غلبوا عليها، فسار إليها ابن عامر فافتتحها ثانية، وافتتح جُور، والكارِيان، والفِنْسَجان وهما من دارأبْجِرْد، ثمّ تاقت نفسه إلى خراسان فقيل له بها يَزْدَجِردْ بن فيروز بن شَهْرِيار بن كِسْرَى ومعه أساورة فارس، وقد كانوا تحمّلوا بخزائن إلى كِسْرى، حيث هُزِم أهل نهاوَنْد. فكتب في ذلك إلى عثمان، فكتب إليه عثمان أنْ سِرْ إليها إنْ أردتَ. قال: فتجهَّز وقطع البعوث ثمّ سار، واستخلف أبا الأسود الدّؤلي على البصرة على صَلَاتها، واستخلف على الخراج راشدًا الجُديديّ من الأزد، ثمّ سار على طريق إِصْطَخر، ثمّ أخذ فيما بين خراسان وكَرْمان، حتى خرج على الطّبَسَين ففتحهما، وعلى مقدّمته قيس بن الهَيْثَم بن أسماء بن الصّلْت السّلَمي ومعه فتيان من فتيان العرب، ثمّ توجّه نحو مَرْو فوجّه إليها حاتم بن النعمان الباهلي ونافع بن خالد الطاحي فافتتحاها، كلّ واحدٍ منهما على نصف المدينة، وافتتحا رستاقها عنوةً وفتحا المدينة صلحًا. وقد كان يزدجرد قُتل قبل ذلك، خرج يتصيّد فمرّ بنقّار رَحًى فَضَرَبه، قال فلم يزل يضربه النقّار بفأس فنثر دماغه. ثمّ سار ابن عامر نحو مَرْو الرّوذ فوجّه إليها عبد الله بن سوّار بن همّام العبدي فافتتحها. ووجّه يزيد الحَرَشَى إلى زام وباخَرْز وجُوَين فافتتحها جميعًا عَنْوَة. ووجّه عبد الله بن خازم إلى سَرَخْس فصالحه مرزبانهم. وفتح ابن عامر أبْرَشَهْر عنوة وطوس وطَخارِسْتان ونَيْسابور وبوشَنْج وباذَغيس وأَبِيوَرْد وبَلْخ والطالَقان والفارِياب. ثمّ بعث صَبِرة بن شَيْمَان الأزدي إلى هراة فافتتح رساتيقها ولم يقدر على المدينة، ثمّ بعث عمران ابن الفَصِيْل البُرْجُمي إلى آمُل فافتتحها وكتب إلى ابن سَمُرة أنْ تقدّمْ، فتقدّم فافتتح بُسْت وما يليها، ثمّ مضى إلى كابُل وزابُلِسْتان فافتتحهما جميعًا، وبعث بالغنائم إلى ابن عامر.
ولم يزل ابن عامر ينتقص شيءًا شيءًا من خراسان حتى افتتح هَراة وبُوشَنْج وسَرْخَس وأبْرَشَهْر والطالَقان والفارِياب وبَلْخ، فهذه خراسان التي كانت في زمن ابن عامر وعثمان.

## كرمه
ثمّ خَلَّف ابنُ عامر الأحنف بن قيس على خراسان فنزل مَرْو في أربعة آلاف. ثمّ أحرم ابن عامر بالحجّ من خراسان، فكتب إليه عثمان يتوعّده ويضعّفه ويقول: تعرّضتَ للبلاء. حتى قدم على عثمان فقال له: صِلْ قومك من قريش. ففعل وأرسل إلى عليّ بن أبي طالب بثلاثة آلاف درهم وكسوة، فلمّا جاءته قال الحمد لله إنّا نرى تراث محمّد يأكله غيرُنا فبلغ ذلك عثمان فقال لابن عامر: قبّح الله رأيك! أترسل إلى عليّ بثلاثة آلاف درهم؟ قال: كرهتُ أن أُغْرِق ولم أدرِ ما رأيك؟ قال: فأغْرِقْ. قال فبعث إليه بعشرين ألف درهم وما يتبعها. قال: فراح عليّ إلى المسجد فانتهى إلى حلقته، وهم يتذاكرون صلاتِ ابن عامر هذا الحيّ من قريش، فقال عليّ: هو سيّد فتيان قريش غير مدافع. قال: وتكلّمت الأنصار فقالت: أَبَتِ الطُّلَقاء إلا عداوةً. فبلغ ذلك عثمان فدعا ابن عامر فقال: أبا عبد الرحمن، قِ عِرْضَك ودارِ الأنصارَ، فألْسِنتهم ما قد علمتَ. قال: فأفشى فيهم الصلاتِ والكُسى فأثنوا عليه، فقال له عثمان: انصرفْ إلى عملك. قال: فانصرف والناس يقولون: قال ابنُ عامر، وفعل ابنُ عامر، فقال ابن عُمَر: إذا طابت المَكْسِبَة زَكَت النفقة.
هو سيّر عامر بن عبد قيس العَنْبَري من البصرة إلى الشأم بأمر عثمان بن عفّان، وهو اتّخذ السوق للناس بالبصرة، اشترى دورًا فهدمها وجعلها سوقًا، وهو أوّل من لبس الخزّ بالبصرة، لبس جبّة دكناء فقال الناس: لبس الأمير جلد دُبّ ثمّ لبس جبّة حمراء فقالوا: لبس الأمير قميصًا أحمر. وهو أوّل من اتّخذ الحياض بعَرَفَة وأجرى إليها العينَ وسقى الناس الماءَ فذلك جارٍ إلى اليوم.
قال الزّبير وغيره: كان عبد الله بن عامر سخيًّا، كريمًا حليمًا، ميمون النّقيبة، كثير المناقب، هو افتتح خراسان، وقتل كسرى في ولايته، وأحرم من نيسابور شكرًا لله تعالى، وهو الذي عمل السّقايات بعرفة.

## بعد مقتل عثمان
لم يزل واليًا على البصرة إِلى أَن قتل عثمان، فلما سمع ابن عامر بقتله حَمَل ما في بيت المال وسار إِلى مكة، فوافى بها طلحة والزبير وعائشة وهم يريدون الشام، فقال: بل ائتوا البصرة فإِن لي بها صنائع، وهي أَرض الاَموال وبها عَدَدُ الرجال. فساروا إِلى البصرة. وشهد وَقعَة الجملِ معهم، فلما انهزموا سار إِلى دمشق فأَقام بها.
فلمّا نشب الناس في أمر عثمان دعا ابن عامر مجاشعَ بن مسعود فعقد له على جيش إلى عثمان، فساروا حتى إذا كانوا بأداني بلاد الحجاز خرجت خارجة من أصحابه فلقوا رجلًا فقالوا: ما الخبر؟ قال: قُتل عدوّ الله نَعْثَل، وهذه خُصْلة من شعره. فحمل عليه زُفَر بن الحارث، وهو يومئذ غُلام مع مُجاشِع بن مسعود، فقتله، فكان أوّل مقتول قُتل في دم عثمان. ثم رجع مجاشع إلى البصرة. فلمّا رأى ذلك ابنُ عامر حمل ما في بيت المال، واستخلف على البصرة عبد الله بن عامر الحَضْرَمِيّ، ثمّ شخَصَ إلى مكّة، فوافَى بها طلحة والزّبير وعائشة وهم يريدون الشأم فقال: لا بل ائْتُوا البصرة، فإنّ لي بها صنائع، وهي أرض الأموال، وبها عدد الرجال، والله لو شئتُ ما خرجتُ منها حتى أضرب بعض الناس ببعض. فقال له طلحة: هلاّ فعلتَ، أشفقتَ على مناكب تَميم؟! ثمّ أجمع رأيهم على المسير إلى البصرة، ثمّ أقبل بهم، فلمّا كان من أمر الجَمَل ما كان وهُزم الناس جاء عبد الله بن عامر إلى الزبير فأخذ بيده فقال: أبا عبد الله، أنشدك الله في أمّة محمد، فلا أمّة محمد بعد اليوم أبدًا. فقال الزبير: خَلّ بين الغارَيْن يضطربان، فإنّ مع الخوف الشديد المَطامع، فلحق ابن عامر بالشأم حتى نزل دمشق. وقد قُتل ابنه عبد الرحمن يوم الجمل وبه كان يكنى.

## ذريته
قال ابن حزم في كتابه (جمهرة أنساب العرب) "وعقبه بالبصرة وبالنّباج عظيم، فولدَ عبدُ اللهِ بنُ عامر".
- عبدَ الرحمن يُكنى أبا السنابل.
- وعبدَ الله، وعبدَ الملك، وعبدَ الحكيم، وعبدَ الحميد، وعبدَ الحميد آخر.
- وعبدَ العزيز، ولى سجستان.
- وعبدَ الرحمن الأصغر، وعبدَ السلام، وعبدَ الجبّار، وعبدَ الواحد، وعبدَ الكريم.
- وعبدَ الحميد ثالث؛ تزوّج عبد الرحمن بن عبد الله بن عامر خديجة بنت على بن أبى طالب.
- ومن ولد عبد الله: نوفل بن عبد الكريم بن عبد الله بن عامر، وكان سيّدا، ولعقبه بالبصرة عدد وثروة ووجاهة.
- ومنهم: إبراهيم بن محمّد بن عبيد الله بن إبراهيم بن عبد الأعلى بن عبد الله بن عامر بن كريز، ولى قضاء مصر، ومات بحلب سنة ٣١٨.
- وبالبصرة قوم فيهم خمول يذكرون أنهم من ولد أبى الصّهباء ابن عامر بن كريز، أخى عبد الله بن عامر.[5]

## وفاته
توفِّيَ ابنُ عامر سنة سبع وخمسين، وقيل: سنة ثمان وخمسين. وأوصى إلى عبد الله بن الزّبير.